# Defensor del lector
El defensor del lector és un càrrec que existeix en alguns mitjans de comunicació. S'encarrega d'atendre les queixes i suggeriments del públic i ajuda al fet que en l'elaboració dels textos periodístics s'observin les normes professionals i ètiques del mitjà.